# Ptychadena cooperi
Espèce
Synonymes
- Rana cooperi Parker, 1930

Statut de conservation UICN

 LC  : Préoccupation mineure
Ptychadena cooperi est une espèce d'amphibiens de la famille des Ptychadenidae.

## Répartition
Cette espèce est endémique des hauts plateaux de la vallée du Grand Rift au centre de l'Éthiopie. Elle se rencontre entre 2 500 et 3 100 m d'altitude.

## Étymologie
Cette espèce est nommée en l'honneur de Joseph Omer-Cooper (1893–1972).

## Publication originale
- Parker, 1930 : Report on the Amphibia collected by Mr. J. Omer-Cooper in Ethiopia. Proceedings of the Zoological Society of London, vol. 1930, p. 1-6.